# József Hátszeghy
József Hátszeghy (13 de enero de 1904-18 de enero de 1988) fue un deportista húngaro que compitió en esgrima, especialista en la modalidad de florete. Ganó una medalla de bronce en el Campeonato Mundial de Esgrima de 1933 en la prueba por equipos.

## Palmarés internacional
| Campeonato Mundial | Campeonato Mundial | Campeonato Mundial | Campeonato Mundial  |
| Año                | Lugar              | Medalla            | Prueba              |
| ------------------ | ------------------ | ------------------ | ------------------- |
| 1933               | Budapest (Hungría) | Medalla de bronce  | Florete por equipos |